# Коллен, Ники
Ники Коллен (англ. Nicki Collen, в девичестве Таггарт, англ. Taggart; род. 13 мая 1975) — американский баскетбольный тренер, работающая с женскими командами. С клубом «Атланта Дрим» — тренер года женской НБА (2018).

## Биография
Окончила Платтвиллскую среднюю школу в Висконсине. За четыре года выступлений за школьную сборную на позиции разыгрывающего защитника принесла команде 1381 очко — в среднем 17 очков, 10 результативных передач и 5 перехватов за игру. Все четыре года включалась в символическую сборную конференции, в двух последних классах входила во вторую символическую сборную штата и в последний год разделила титул самого ценного игрока года конференции.
По окончании школы поступила в Университет Пердью, где проучилась два года. В составе сборной университета в первый год учёбы (1993/94) пробилась с ней в полуфинал, а в следующем году — в четвертьфинал национального чемпионата NCAA. После этого ещё два года отучилась в Маркеттском университете, где также играла в вузовской сборной и за два сезона выполнила 421 результативную передачу. В последних 60 играх в NCAA делала в среднем по 7 результативных передач за матч и оба года выходила с командой в национальный турнир NCAA. В 1997 году окончила Маркеттский университет с отличием, получив степень бакалавра машиностроения.
Тренерскую карьеру Ники Коллен начала в 2000 году в Университете штата Колорадо в качестве помощника главного тренера, пост которого в это время занимал её муж Том. За два сезона их команда одержала 47 побед при 17 поражениях и в 2002 году стала победительницей конференции Маунтин-Уэст. Проработав два года в Колорадо, на год перешла на должность помощника главного тренера в Государственный университет Болл, где оставалась один год. В обязанности Коллен в этом вузе входили работа с защитниками и участие в привлечении в университет талантливых старшеклассниц. В 2003/4 учебном году снова работала как помощник главного тренера под руководством Тома Коллена в Луисвиллском университете, а в следующем году занимала в этом же вузе место директора по баскетболу.
Возобновила тренерскую работу в 2011 году, вернувшись к сотрудничеству с мужем, в это время возглавлявшим женскую сборную Университета Арканзаса. В 2014 году перешла вместе с ним во Флоридский университет Галф Кост, где проработала ещё два года помощником главного тренера. В общей сложности за девять лет работы помощником главного тренера в командах I дивизиона NCAA одержала с ними 214 побед при 74 поражениях и четыре раза выходила в национальный турнир NCAA с тремя разными командами, трижды пробившись во второй круг этого соревнования.
В 2016 году приглашена на должность помощника главного тренера в команду женской НБА «Коннектикут Сан», тренерский штаб которой возглавлял Курт Миллер. Сезон 2016 года «Коннектикут» закончил с балансом побед и поражений 14-20, но во второй год Миллер и его помощники выиграли 21 матч из 34 и впервые с 2012 года вывели команду в плей-офф ЖНБА. После этого, в октябре 2017 года, Коллен перешла на должность главного тренера в ещё один клуб ЖНБА «Атланта Дрим». Она сменила на этом посту Майкла Купера, с которым «Атланта» в сезоне 2017 года показала свой худший результат за 10 лет, выиграв только 12 встреч и не попав в плей-офф.
В первый же сезон в ранге главного тренера Коллен одержала с «Дрим» 23 победы при 11 поражениях и вывела команду в полуфинал плей-офф ЖНБА. Это достижение принесло ей звание тренера года женской НБА; её также дважды, в июле и августе, признавали тренером месяца. Следующие два сезона с «Атлантой», однако, были намного менее удачными: за это время команда выиграла только 15 матчей, проиграв 41. Особенно тяжёлым был сокращённый сезон 2020 года, который лига проводила в условиях изоляции из-за пандемии COVID-19 и в котором команда выиграла только 7 матчей из 22. В это время также получил развитие конфликт между игроками «Атланты» и тогдашней владелицей клуба Келли Леффлер в связи с их поддержкой движения Black Lives Matter. В итоге на выборах в Сенат США от штата Флорида, где Леффлер была кандидатом от республиканцев, баскетболистки «Атланты» открыто поддержали её соперника Рафаэля Уорнока. В феврале 2021 года Леффлер продала франшизу новым владельцам. Вскоре после этого был уволен президент и генеральный менеджер клуба Крис Саенко, а в начале мая Коллен объявила об уходе из ЖНБА и возвращении в NCAA, где сменила Ким Малки на посту главного тренера сборной Университета Бэйлора.
В первый сезон во главе «Бэйлор Леди Берз» Коллен одержала с командой 28 побед — лучший результат в сезоне NCAA среди новых главных тренеров. Её подопечные, слабо начав сезон, установили новый рекорд вуза по количеству удачных трёхочковых бросков и стали чемпионками конференции Big 12, затем проиграв во втором круге национального турнира NCAA. В следующие три года Коллен ещё трижды выводила свою команду в национальный турнир, в сезоне 2023/24 пробившись с ней в 1/8 финала. Свою сотую победу с «Леди Берз» она одержала в 138-м матче во главе команды, установив новый рекорд среди главных тренеров университетской сборной.
В браке с Томом Колленом у Ники Коллен родились трое детей - Коннор, Риз и Логан.